# Phrurolithus spinosus
Phrurolithus spinosus är en spindelart som beskrevs av Bryant 1948. Phrurolithus spinosus ingår i släktet Phrurolithus och familjen flinkspindlar. Inga underarter finns listade i Catalogue of Life.